# Périgny (Val-de-Marne)
Périgny település Franciaországban, Val-de-Marne megyében. Lakosainak száma 2744 fő (2022. január 1.). Périgny Brie-Comte-Robert, Servon, Boussy-Saint-Antoine, Varennes-Jarcy és Mandres-les-Roses községekkel határos.

## Népesség
A település népességének változása:
| Lakosok száma | 2487 | 2604 | 2684 | 2668 | 2672 | 2688 | 2707 | 2725 | 2744 |
|               | 2013 | 2015 | 2016 | 2017 | 2018 | 2019 | 2020 | 2021 | 2022 |